# San Josecito de San Rafael
San Josecito es un distrito del cantón de San Rafael, en la provincia de Heredia, de Costa Rica.

## Historia
En barrio Bajo Los Molinos de este distrito se encuentra una piedra de gran tamaño la cual fue la razón por la que el cantón de San Rafael se llamó Piedra Grande entre 1783 y 1819.

## Geografía
San Josecito cuenta con un área de 1,35 km² y una altitud media de 1245 m s. n. m.

## Demografía
Para el año 2022, San Josecito cuenta con una población estimada de 10 607 habitantes, y para el último censo efectuado, en 2011, San Josecito contaba con una población de 11 579 habitantes.

## Localidades
- Barrios: Bajo Molinos, Joya, Matasano (parte), Peralta, Santísima Trinidad.

### Residenciales
Algunos condominios, residenciales y urbanizaciones que se ubican en este distrito son: Angarillas, Vila del Sendero, Pueblo Bonito, Santísima Trinidad, Luis Martínez, La Terraza, Las Tinajas, Higuito, Vista del Sol, Heredia Metro. 

### Cementerio
El Cementerio Municipal del Cantón de San Rafael se encuentra en este distrito. 

## Cultura

### Deporte
La Plaza de Deportes Bajo Los Molinos es el foco deportivo del distrito.

### Educación
Escuelas: San José

### Eventos

#### Quema de Judas
El barrio de Bajo Los Molinos de este distrito fue un foco problemático por muchos años de la actividad vandálica de la Quema de Judas, pero se han realizado actividades culturales para contrarrestar las mismas a partir del 2012.

### Religión
Se encuentras las iglesias católicas:
- Bajo Los Molinos
- Medalla Milagrosa (Lotes Peralta)
- San Josecito

Iglesias de otras denominaciones:
- Casa de Oración Pozo de Aguas Vivas
- Iglesia De Dios Del Evangelio Completo
- La Luz del Mundo

## Transporte

### Carreteras
Al distrito lo atraviesan las siguientes rutas nacionales de carretera:
- Ruta nacional 113
- Ruta nacional 126
- Ruta nacional 502